# Ruth Roland
Ruth Roland (San Francisco, 26 agosto 1892 – Hollywood, 22 settembre 1937) è stata un'attrice statunitense protagonista di numerosi serial di grande successo. Per la sua popolarità, divenne all'epoca del muto - insieme a Pearl White - la "regina" di questo genere cinematografico.

## Biografia
Nata a San Francisco, cominciò la sua carriera già da bambina, lavorando nel vaudeville. Suo padre era un impresario teatrale di San Francisco, la madre una cantante. Ruth debuttò sul palcoscenico all'età di tre anni e mezzo: sapeva cantare e recitare e presto venne conosciuta col nome di Baby Ruth. Nel 1900, Ruth aveva solo otto anni: i genitori divorziarono e sua madre morì. Andò a stare a Los Angeles da una zia, girando poi in tournée per lavoro. Il regista Sidney Olcott la notò mentre recitava a New York a teatro e le offrì 25 dollari la settimana per lavorare nel cinema.

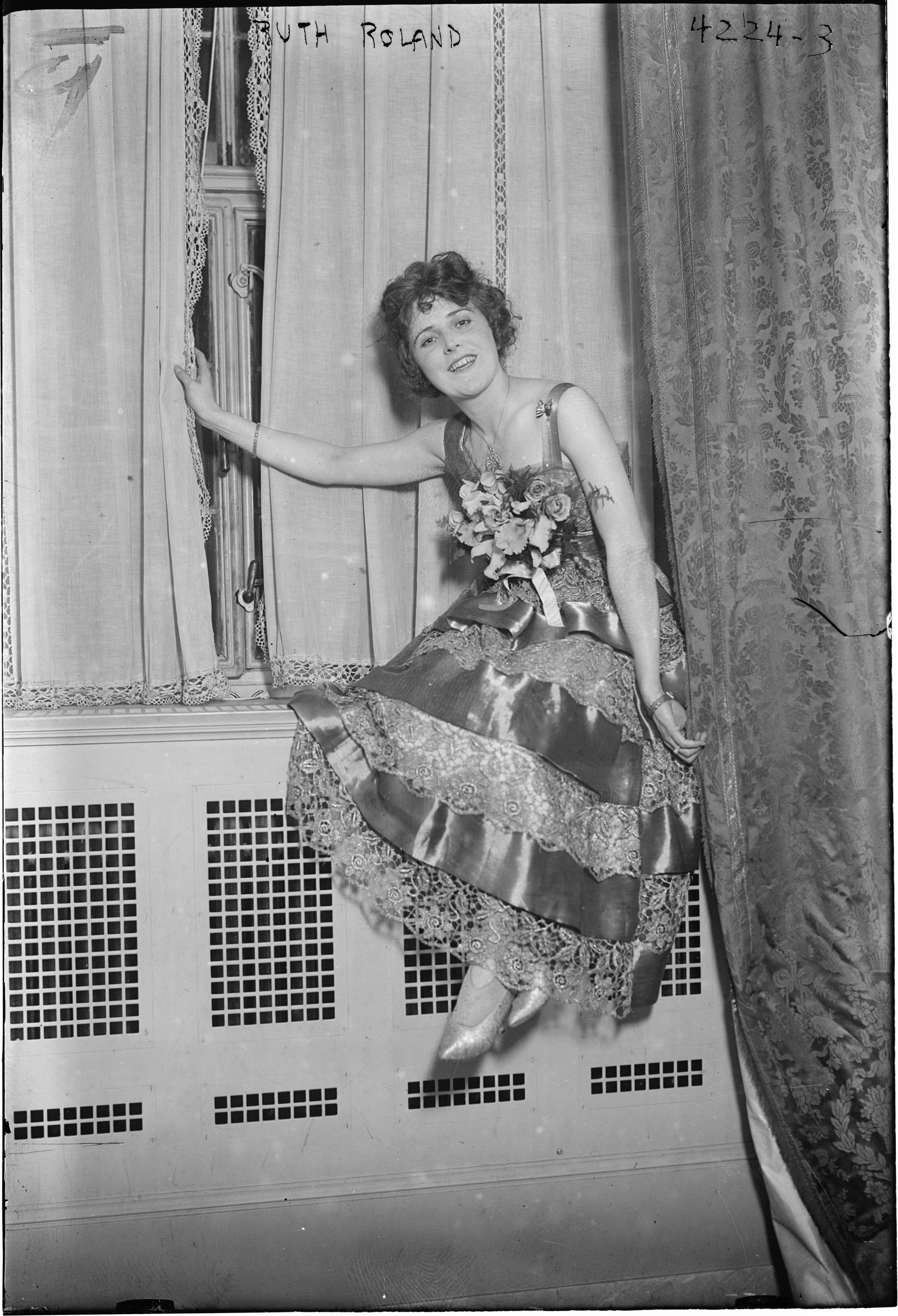
Foto Library of Congress

Ruth debuttò sullo schermo con una pellicola dei Kalem Studios nel 1909 e divenendo subito conosciuta sotto il nome di "Kalem Girl". Per la sua giovane età, dovendo ancora finire gli studi, la mandarono sulla costa occidentale, dove poteva girare senza perdere i corsi a scuola.
Dopo la Kalem, passò alla Balboa Films, dove fu messa sotto contratto (dal 1914 al 1917). Nel 1915, apparve in un serial di avventure di 15 episodi intitolato The Red Circle.

## Vita personale
Dopo un primo matrimonio durato due anni (dal 1917 al 1919) con Lionel Edward Kent, Ruth Roland si sposò nel 1929 con l'attore Ben Bard; il matrimonio durò per tutta la vita dell'attrice. Roland morì a Hollywood di cancro nel 1937 all'età di 45 anni. Fu tumulata al Forest Lawn Memorial Park Cemetery di Glendale.

## Riconoscimenti
Per il suo contributo all'industria cinematografica, Ruth Roland ha avuto una stella sull'Hollywood Walk of Fame al 6220 di Hollywood Blvd.

## Filmografia
- The Scarlet Letter, regia di Sidney Olcott (1908)
- The Old Soldier's Story, regia di Sidney Olcott (1909)
- The Cardboard Baby, regia di Sidney Olcott (1909)
- The Indian Scout's Vengeance, regia di Sidney Olcott (1910)
- A Chance Shot, regia di Pat Hartigan (1911)
- A Sheepman's Triumph (1911)
- Arizona Bill, regia di George Melford e Robert G. Vignola (1911)
- The Smugglers (1911)
- Mesquite's Gratitude (1911)
- How Texas Got Left (1911)
- He Who Laughs Last (1911)
- The Dude Cowboy, regia di P.C. Hartigan (1912)
- The Desert Trail, regia di Pat Hartigan (1912)
- Things Are Seldom What They Seem (1912)
- How Jim Proposed (1912)
- Accidents Will Happen (1912)
- Walk, -- You, Walk! (1912)
- The Swimming Party, regia di Pat Hartigan (1912)
- The Girl Deputy, regia di P.C. Hartigan (1912)
- The Romance of a Dry Town, regia di P.J. Hartigan (1912)
- The Trail Through the Hills (1912)
- The Kidnapped Conductor (1912)
- Outwitting Father (1912)
- The Schoolma'm of Stone Gulch (1912)
- The Trail of Gold (1912)
- The Pasadena Peach (1912)
- A Fish Story (1912)
- Hypnotic Nell (1912)
- Ranch Girls on a Rampage (1912)
- The Pugilist and the Girl (1912)
- The Chauffeur's Dream (1912)
- The Girl Bandit's Hoodoo (1912)
- The Bugler of Battery B, regia di Kenean Buel (1912)
- The Soldier Brothers of Susanna, regia di George Melford e Kenean Buel (1912)
- The Beauty Parlor of Stone Gulch, regia di Pat Hartigan (1912)
- The Woman Hater (1912)
- Saved from Court Martial, regia di George Melford e Kenean Buel (1912)
- The Hoodoo Hat (1912)
- The Loneliness of the Hills (1912)
- Dr. Skinnem's Wonderful Invention (1912)
- In Peril of Their Lives (1912)
- Fat Bill's Wooing (1912)
- Queen of the Kitchen (1912)
- A Hospital Hoax (1912)
- The Belle of the Beach (1912)
- Paying the Board Bill, regia di Pat Hartigan (1912)
- Death Valley Scotty's Mine (1912)
- Stenographer Wanted (1912)
- The Bachelor's Bride (1912)
- I Saw Him First (1912)
- The Landlubber (1912)
- Strong Arm Nellie (1912)
- The Chaperon Gets a Ducking (1912)
- Something Wrong with Bessie (1912)
- A California Snipe Hunt (1912)
- The Mummy and the Cowpuncher (1912)
- Pulque Pete and the Opera Troupe (1912)
- Brave Old Bill (1912)
- A Mountain Tragedy (1912)
- The Peace Offering (1912)
- The Mission of a Bullet, regia di Pat Hartigan (1913)
- Able-Minded Abe (1913)
- The Manicurist and the Mutt (1913)
- A Hero's Reward (1913)
- One on Willie (1913)
- The Horse That Wouldn't Stay Hitched (1913)
- Three Suitors and a Dog (1913)
- The Matrimonial Venture of the 'Bar X' Hands  (1913)
- Trixie and the Press Agent (1913)
- A Cold Storage Egg (1913)
- The Sheriff of Stone Gulch (1913)
- Parcel Post Johnnie (1913)
- Absent Minded Abe (1913)
- Jones' Jonah Day (1913)
- An Indian Maid's Warning (1913)
- The Cat and the Bonnet (1913)
- The 'Fired' Cook (1913)
- Fatty's Deception (1913)
- The Indestructible Mr. Jenks (1913)
- The Bravest Girl in California (1913)
- The Phony Singer (1913)
- A Coupon Courtship (1913)
- Fatty's Busy Day (1913)
- Toothache (1913)
- The Hash House Count (1913)
- Pat, the Cowboy (1913)
- The Egyptian Mummy (1913)
- The Black Hand (1913)
- The Comedy Team's Strategy (1913)
- When Women Are Police (1913)
- Percy's Wooing (1913)
- Smoked to a Finish (1913)
- Cupid's Lariat (1913)
- The Knight of Cyclone Gulch (1913)
- Curing Her Extravagance (1913)
- The Raiders from Double L Ranch (1913)
- Entertaining Uncle (1913)
- What the Doctor Ordered (1913)
- The Tenderfoot's Luck (1913)
- Hoodooed on His Wedding Day (1913)
- The Hobo and the Hobble Skirt (1913)
- The Amateur Burglar (1913)
- The Captivating Widow (1913)
- Mike, the Timid Cop (1913)
- Boggs' Predicament (1913)
- The Burglar and the Baby (1913)
- One Best Bet (1913)
- The Hobo and the Myth (1913)
- And the Watch Came Back (1913)
- Pete's Insurance Policy (1913)
- The Troublesome Telephone (1913)
- The Speed Limit, regia di Pat Hartigan - cortometraggio (1913)
- The Tightwad's Present (1913)
- The Fickle Freak (1913)
- Hypnotizing Mamie (1913)
- The Laundress and the Lady (1913)
- The Good Old Summer Time (1913)
- While Father Telephoned (1913)
- General Bunko's Victory (1913)
- Emancipated Women (1913)
- Able-Minded Abe (1913)
- Bill's Board Bill (1914)
- The Joke on Jane (1914)
- Only One Shirt - cortometraggio (1914)
- At Last They Eat (1914)
- The Medicine Show at Stone Gulch (1914)
- The Gun Behind the Man (1914)
- Too Many Johnnies - cortometraggio (1914)
- A Bottled Romance - cortometraggio (1914)
- Reggie, the Squaw Man (1914)
- Hiram's Hotel (1914)
- Looking for a Fortune (1914)
- Her Fallen Hero (1914)
- The Family Skeleton (1914)
- And the Villain Still Pursued Her (1914)
- The Confiscated Count (1914)
- Hubby's Night Off (1914)
- Gertie Gets the Cash (1914)
- Dippy's Dream (1914)
- McBride's Bride (1914)
- The Girl and the Gondolier (1914)
- Tight Shoes (1914)
- Reaping for the Whirlwind (1914)
- The Wages of Sin (1914)
- An Elopement in Rome (1914)
- Fleeing from the Fleas (1914)
- Rube, the Interloper (1914)
- Wanted: An Heir (1914)
- The Bingville Fire Department, regia di Marshall Neilan (1914)
- The Deadly Battle at Hicksville (1914)
- Don't Monkey with the Buzz Saw (1914)
- A Substitute for Pants (1914)
- Sherlock Bonehead (1914)
- When Men Wear Skirts (1914)
- Ham the Lineman (1914)
- The Slavery of Foxicus (1914)
- The Tattered Duke (1914)
- Si's Wonderful Mineral Spring (1914)
- Ham and the Villain Factory (1914)
- Lizzie the Life Saver (1914)
- Ham, the Piano Mover (1914)
- A Peach at the Beach (1914)
- Ham the Iceman (1914)
- Bud, Bill and the Waiter (1914)
- Cupid Backs the Winners (1914)
- The Tip-Off, regia di T. Hayes Hunter (1915)
- A Model Wife (1915)
- Fanciulla detective (The Girl Detective), regia di James W. Horne (1915)
- The Affair of the Deserted House (1915)
- The Disappearance of Harry Warrington (1915)
- The Mystery of the Tea Dansant (1915)
- She Would Be a Cowboy (1915)
- Old Isaacson's Diamonds (1915)
- Who Pays?, regia di Harry Harvey, H.M. Horkheimer e Henry King - serial cinematografico (1915)
- Jared Fairfax's Millions (1915)
- Following a Clue (1915)
- The Price of Fame, regia di H.M. Horkheimer (1915)
- The Pursuit of Pleasure, regia di Harry Harvey (1915)
- When Justice Sleeps, regia di Harry Harvey (1915)
- The Love Liar, regia di Harry Harvey (1915)
- Unto Herself Alone, regia di Harry Harvey (1915)
- Houses of Glass, regia di Harry Harvey (1915)
- Blue Blood and Yellow, regia di Harry Harvey (1915)
- Today and Tomorrow (1915)
- For the Commonwealth, regia di Harry Harvey (1915)
- The Pomp of Earth, regia di Harry Harvey (1915)
- The Fruit of Folly, regia di Harry Harvey (1915)
- Toil and Tyranny, regia di Harry Harvey (1915)
- Comrade John, regia di Bertram Bracken (1915)
- The Red Circle, regia di Sherwood MacDonald (1915)
- The Matrimonial Martyr, regia di Sherwood MacDonald (1916)
- The Sultana, regia di Sherwood MacDonald (1916)
- The Devil's Bait, regia di Harry Harvey (1917)
- The Neglected Wife, regia di William Bertram (1917)
- The Stolen Play, regia di Harry Harvey (1917)
- The Fringe of Society (1917)
- A Message from Reno (1917)
- The Price of Folly (1918)
- Phantom Fame (1918)
- Counterfeit Clues (1918)
- The Cat's Paw (1918)
- The Sin of Innocence (1918)
- Sold for Gold (1918)
- In Poverty's Power (1918)
- The Rebound (1918)
- Shifting Sands (1918)
- Cupid Angling (1918)
- Hands Up!, regia di Louis J. Gasnier e James W. Horne (1918)
- Love and the Law (1919)
- The Tiger's Trail, regia di Robert Ellis, Louis J. Gasnier e Paul Hurst (1919)
- The Adventures of Ruth, regia di George Marshall (1919)
- Ruth of the Rockies, regia di George Marshall (1920)
- The Avenging Arrow, regia di William Bowman e W. S. Van Dyke (1921)
- White Eagle, regia di Fred Jackman e W. S. Van Dyke (1922)
- The Timber Queen, regia di Fred Jackman (1922)
- The Haunted Valley (1922)
- Ruth of the Range (1922)
- Dollar Down, regia di Tod Browning (1925)
- Where the Worst Begins, regia di John McDermott (1925)
- The Masked Woman, regia di Silvano Balboni (1927)
- Reno, regia di George Crone (1930)
- From Nine to Nine, regia di Edgar G. Ulmer (1935)

## Galleria d'immagini

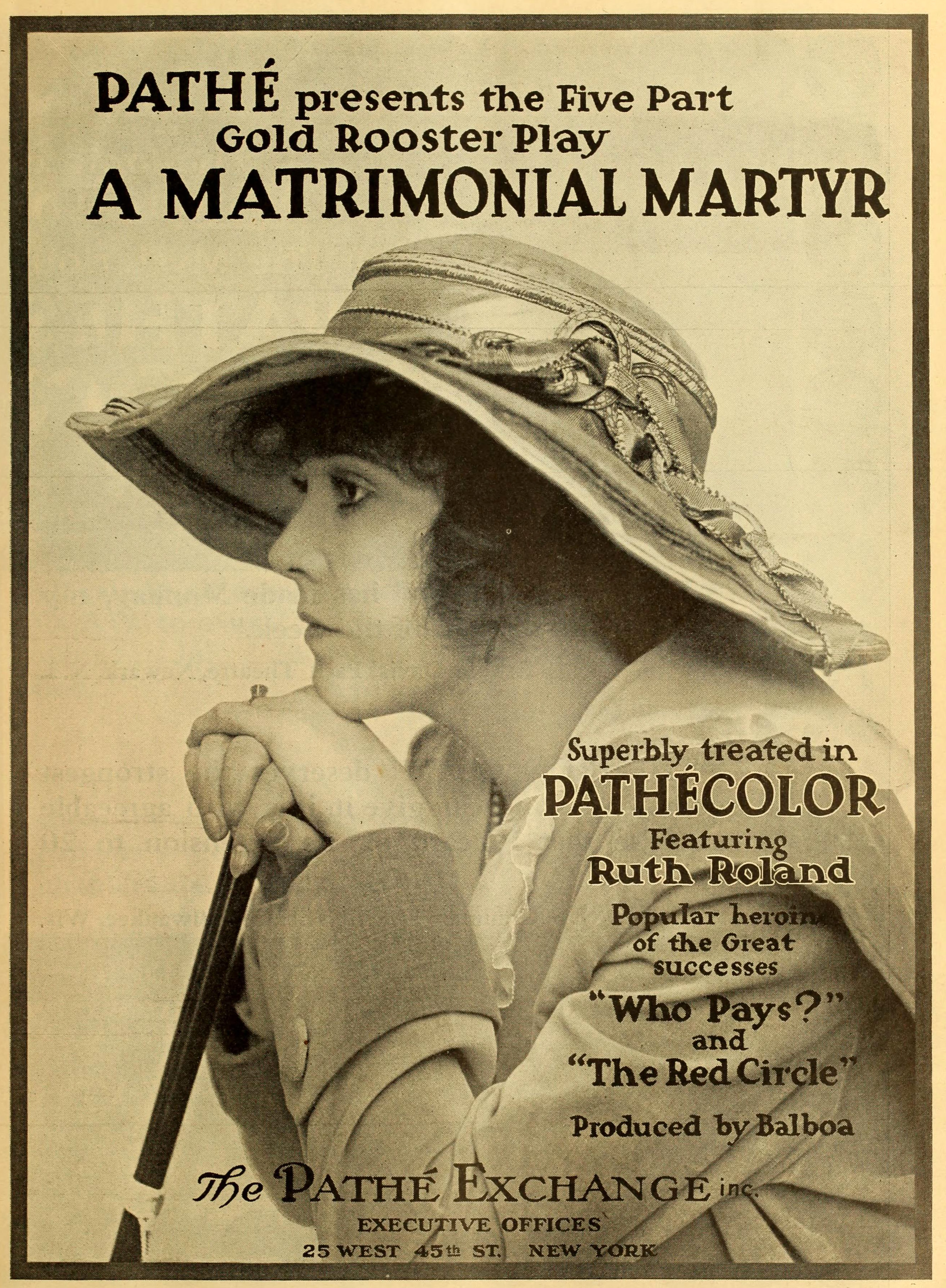
A Matrimonial Martyr (1916)
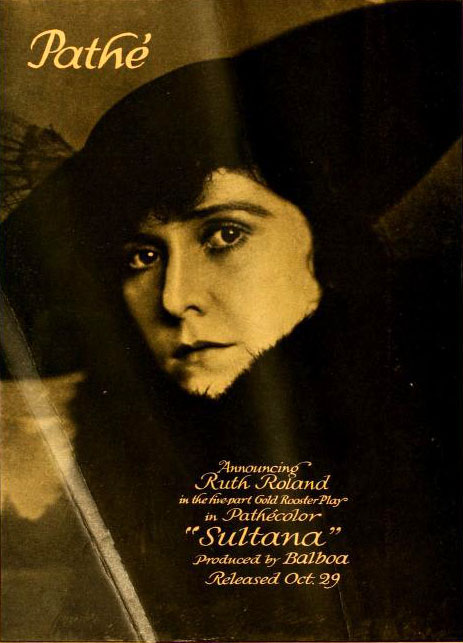
The Sultana (1916)
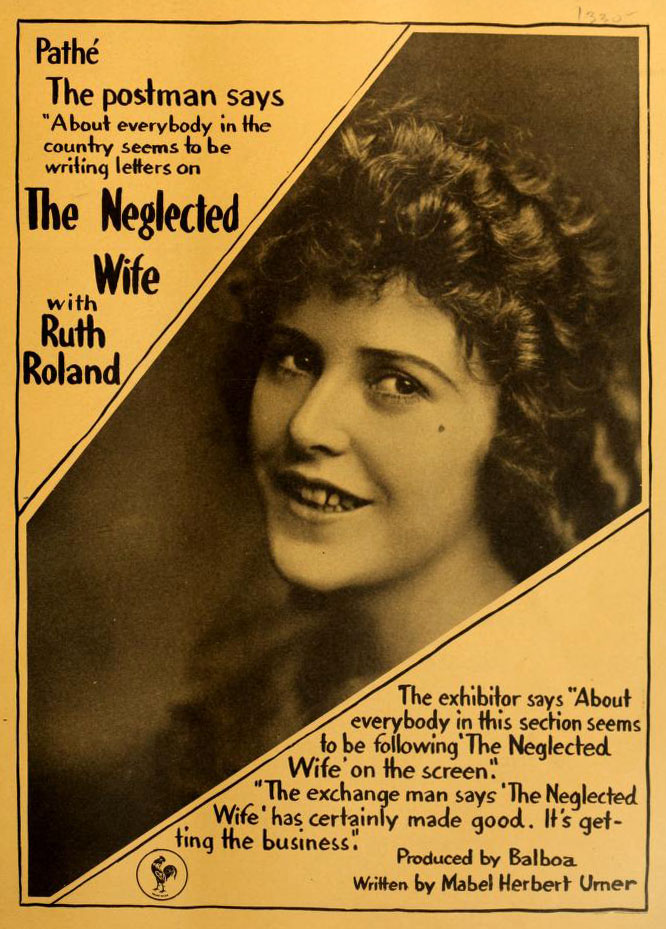
The Neglected Wife (1917)
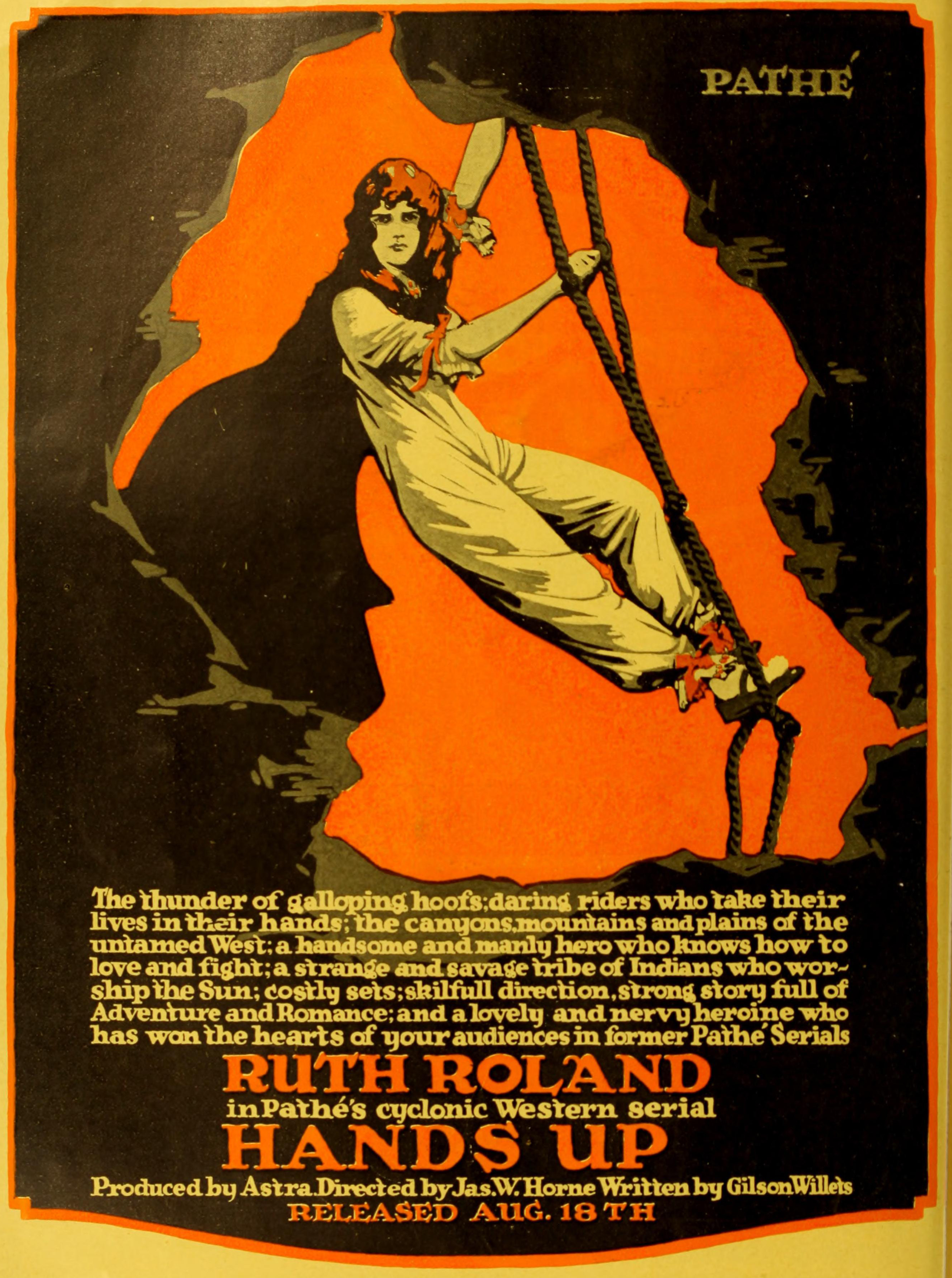
Hands Up (1918)
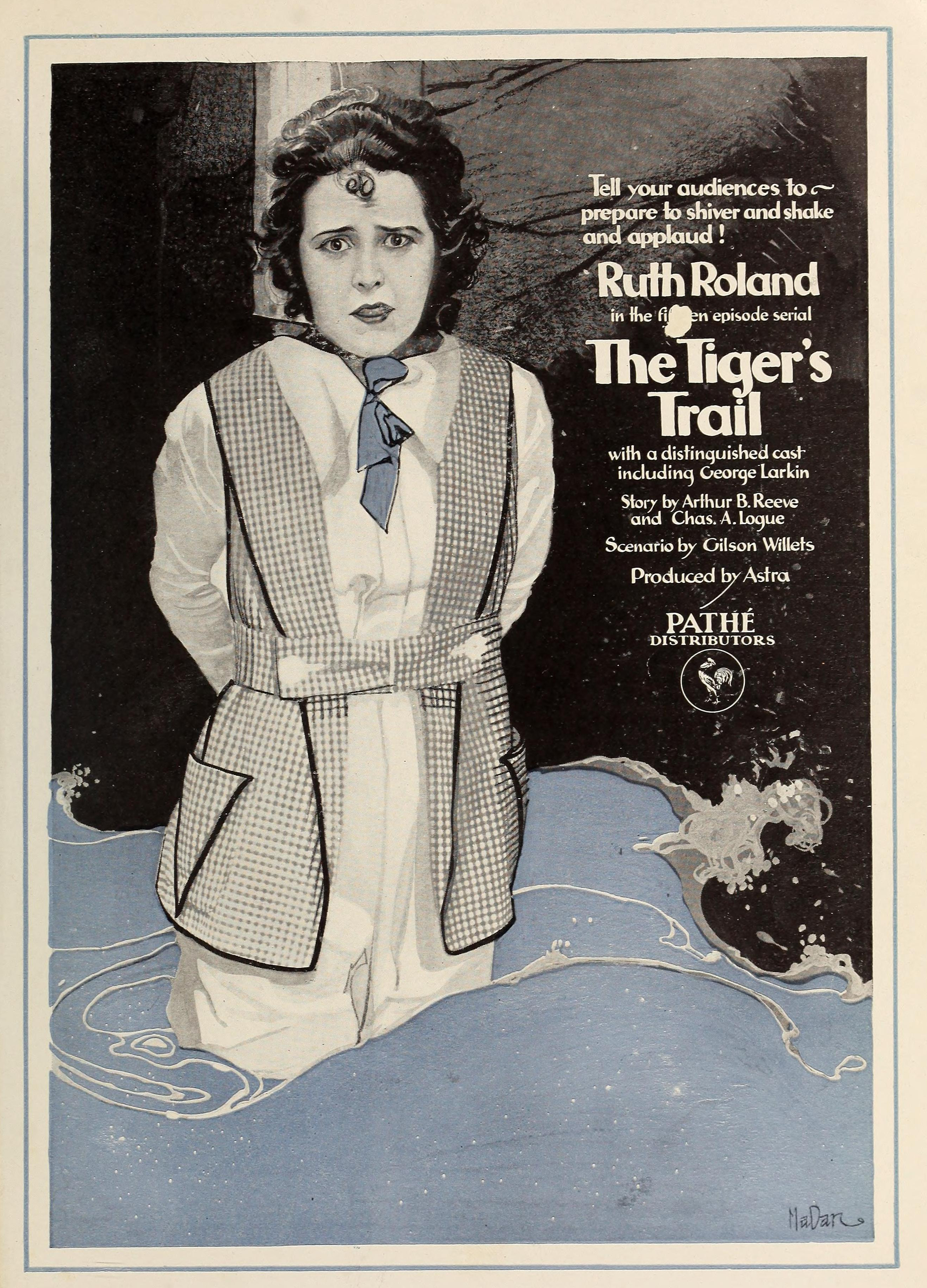
The Tiger's Trail (1919)
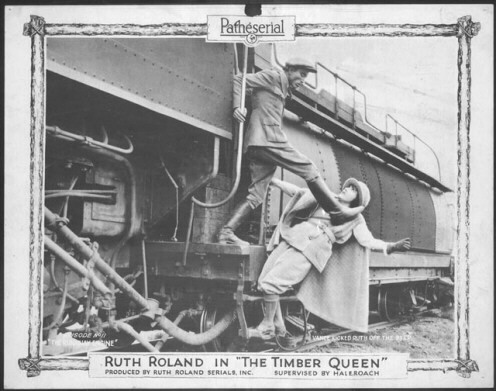
The Timber Queen (1922)